# Fudbalski Klub Novi Pazar 2012-2013
Questa voce raccoglie le informazioni riguardanti il Fudbalski Klub Novi Pazar nelle competizioni ufficiali della stagione 2012-2013.

## Rosa
| N. |                                 | Ruolo | Calciatore           |
| -- | ------------------------------- | ----- | -------------------- |
| 1  | Bosnia ed Erzegovina (bandiera) | P     | Denis Mujkić         |
| 4  | Serbia (bandiera)               | D     | Emir Lotinac         |
| 5  | Serbia (bandiera)               | D     | Ahmed Mujdragić      |
| 6  | Serbia (bandiera)               | D     | Slobodan Jakovljević |
| 7  | Serbia (bandiera)               | C     | Irfan Vušljanin      |
| 13 | Bosnia ed Erzegovina (bandiera) | C     | Dario Damjanović     |
| 14 | Serbia (bandiera)               | A     | Admir Kecap          |
| 15 | Serbia (bandiera)               | C     | Branislav Stanić     |
| 16 | Serbia (bandiera)               | D     | Edin Mujković        |
| 17 | Serbia (bandiera)               | C     | Suad Nokić           |
| 18 | Serbia (bandiera)               | C     | Faruk Bihorac        |
| 19 | Serbia (bandiera)               | A     | Vahid Kapidžija      |

| N. |                                 | Ruolo | Calciatore            |
| -- | ------------------------------- | ----- | --------------------- |
| 20 | Serbia (bandiera)               | C     | Sadin Smajović        |
| 21 | Bosnia ed Erzegovina (bandiera) | C     | Amar Rahmanović       |
| 23 | Serbia (bandiera)               | D     | Ibrahim Arifović      |
| 24 | Serbia (bandiera)               | P     | Vladan Đogatović      |
| 25 | Serbia (bandiera)               | D     | Dragan Žarković       |
| 28 | Serbia (bandiera)               | A     | Saša Popin            |
| 33 | Serbia (bandiera)               | D     | Ljuba Baranin         |
| 50 | Serbia (bandiera)               | D     | Slavko Lukić          |
|    | Serbia (bandiera)               | D     | Miloš Marković        |
|    | Serbia (bandiera)               | C     | Milan Vignjević       |
|    | Serbia (bandiera)               | D     | Aleksandar Vasiljević |
|    | Serbia (bandiera)               | D     | Zoran Pešić           |